# Miller Pata
Miller Pata (née Elwin; Mota Lava, 11 juni 1988) is een Vanuatuaans beachvolleyballer. Ze won tweemaal een gouden medaille bij de Pacifische Spelen en tweemaal een zilveren medaille bij de Aziatische kampioenschappen.

## Carrière

### 2006 tot en met 2013
Voor haar carrière als beachvolleyballer verhuisde Pata op 17-jarige leeftijd vanuit de provincie Torba naar de hoofdstad Port Vila. Ze won in 2006 verscheidene wedstrijden in Vanuatu. Het jaar daarop deed ze met Henriette Iatika in Samoa mee aan de kampioenschappen van Oceanië – waar het duo als tweede eindigde – en de Zuid-Pacifische Spelen – waar ze het brons wonnen. In 2008 debuteerde het tweetal in Adelaide in de FIVB World Tour. Daarnaast behaalden ze bij de Australische kampioenschappen onder de 23 en het Queensland Open-toernooi de bronzen medaille. In Tonga wonnen Pata en Iatika de Oceanische titel ten koste van het Tahitiaanse duo Lokelani Vero en Taiana Téré. Het daaropvolgende seizoen speelde het duo twee wedstrijden in de World Tour. In 2010 namen ze deel aan zes toernooien in het mondiale circuit waarbij ze driemaal to plaats drie-en-dertig kwamen. Bij de Aziatische kampioenschappen in Haikou bereikten Pata en Iatika de achtste finale die ze verloren van Tatjana Masjkova en Irina Tsymbalova uit Kazachstan.
Het jaar daarop speelde Pata samen met Linline Matauatu. Ze wonnen in Nouméa de gouden medaille bij de Pacifische Spelen ten koste van het Nieuw-Caledonische tweetal Sulita Malivao en Sylvie Mero. In de World Tour waren ze verder actief op acht toernooien met als beste resultaat een vijf-en-twintigste plaats in Quebec. Bij het olympisch testevenement in Londen werden ze negende. Daarnaast nam Pata met Joyce Joshua deel aan de Aziatische kampioenschappen waar ze niet verder kwamen dan de groepsfase. Van 2012 tot en met 2014 vormde Pata opnieuw een team met Iatika. Het eerste jaar speelden ze zes wedstrijden in de World Tour en behaalden ze met een negende plaats in Bangsaen hun eerste toptienklassering op mondiaal niveau. Daarnaast eindigde het duo als tweede bij de Aziatische kampioenschappen, nadat ze de finale verloren hadden van de Chinese Zhang Xi en Xue Chen. Het seizoen daarop bereikten Pata en Iatika bij de wereldkampioenschappen in Stare Jabłonki de achtste finale die verloren werd van de latere kampioenen Zhang en Xue. Bij de overige vijf FIVB-toernooien kwamen ze niet verder dan een zeventiende plaats in Phuket. In Wuhan eindigde het tweetal bij de Aziatische kampioenschappen als vierde nadat ze de halve en troostfinale verloren hadden van respectievelijk Varapatsorn Radarong en Tanarattha Udomchavee uit Thailand en de Kazachse Masjkova en Tsymbalova.

### 2014 tot en met 2021
In 2014 begonnen Pata en Iatika met een tweede en eerste plaats bij toernooien in het continentale circuit. Daarna volgden twee vijf-en-twintigste plaatsen in de World Tour. Bij de Aziatische kampioenschappen in Jinjiang kwam het duo tot de kwartfinale waar Xue Chen en Xia Xinyi uit China te sterk waren. Na afloop speelden ze nog vier wedstrijden in het mondiale circuit met een vijf-en-twintigste plaats in Stavanger als beste resultaat. In het najaar vormde Pata wederom een team met Matauatu met wie ze tot en met 2018 zou spelen. Begin 2015 behaalden ze drie podiumplaatsen in de Aziatische tour en eindigden ze als vijfde bij het FIVB-toernooi in Fuzhou. Bij de WK in Nederland bereikten Pata en Matauatu de zestiende finale die verloren ging tegen het Spaanse duo Liliana Fernández en Elsa Baquerizo. In de World Tour behaalden ze in Long Beach en in Puerto Vallarta opnieuw een vijfde plaats. Daarnaast wonnen ze het zilver bij de Aziatische kampioenschappen in Hongkong achter het Australische tweetal Louise Bawden en Taliqua Clancy.
Het daaropvolgende jaar namen ze deel aan elf FIVB-toernooien. In Fortaleza eindigden ze als vierde en aan het eind van het seizoen kwamen ze viermaal tot de achtste finales (Antalya, Cincinnati, Moskou en Hamburg). Bij de Aziatische kampioenschappen in Sydney bereikte het duo de kwartfinale waarin het Japanse tweetal Miki Ishii en Megumi Murakami te sterk was. Ze misten de Olympische Spelen in Rio de Janeiro nadat ze de finale van het continentale kwalificatietoernooi verloren hadden van Nicole Laird en Mariafe Artacho del Solar uit Australië. Het jaar daarop speelde Pata geen wedstrijden en werd ze moeder. Begin 2018 werd ze met Matauatu vijfde bij het World Tour-toernooi in Shepparton en won ze de bronzen medaille bij de Gemenebestspelen in Gold Coast ten koste van het Cypriotische duo Manolina Konstantinou en Mariota Angelopoulou – samen met de bronzen medaille van Friana Kwevira bij het speerwerpen (F46) de eerste medaille ooit voor Vanuatu op de Gemenebestspelen.
Vervolgens vormde Pata eind 2018 een team met Sherysyn Toko. Ze namen dat jaar nog deel aan de Aziatische kampioenschappen in Satun waar ze niet verder kwamen dan de groepsfase en aan het FIVB-toernooi in Qinzhou. In 2019 speelden ze zes wedstrijden in de World Tour met onder meer een tweede plaats in Satun en een vierde plaats in Visakhapatnam als resultaat. Bij de Aziatische kampioenschappen in Maoming werd het duo vierde nadat ze de troostfinale verloren hadden van het Australische tweetal Phoebe Bell en Jessyka Ngauamo. Vervolgens wonnen Pata en Toko de gouden medaille bij de Pacifische Spelen in Apia tegen het Tahitiaanse duo Vaihere Fareura en Emere Maau. Het jaar daarop werden ze zowel bij het FIVB-toernooi in Siem Raep als de Aziatische kampioenschappen in Udon Thani negende. Daarnaast wonnen ze in Tauranga de zonale voorronde van het continentaal olympisch kwalificatietoernooi. In juni 2021 grepen ze in Nakhon Pathom naast een olympisch ticket voor Tokio door niet verder te geraken dan de kwartfinale van het eindtoernooi van de continentale kwalificatie.

## Palmares
Kampioenschappen
- 2007:  OK
- 2007:  Zuid-Pacifische Spelen
- 2008:  OK
- 2011:  Pacifische Spelen
- 2012:  AK
- 2013: 9e WK
- 2015:  AK
- 2018:  Gemenebestspelen
- 2019:  Pacifische Spelen

FIVB World Tour
- 2019:  1* Satun